# Mighty Tigers FC
El Mighty Tigers Football Club és un club de Malawi de futbol de la ciutat de Blantyre.
El club va ser fundat el 1984 amb el nom ADMARC Tigers.

## Palmarès
- Lliga malawiana de futbol:[4]

1989
- Copa malawiana de futbol:[5]

1984, 2009
- Copa Kamuzu de Malawi:[5]

1988, 1990
- Copa Chibuku de Malawi:[5]

1985
- BAT Sportsman Trophy

1984